# Listă de regi sumerieni
Lista regilor sumerieni este un manuscris redactat inițial în limba sumeriană, în care erau menționați regii Sumerului (Irakul antic de sud), durata domniei și locul. Domnia era văzută ca fiind acordată de zei, și putea fi transferată de la un oraș la altul, ceea ce a dus la anarhie în teritoriu.

## Regii care au domnit înainte depotop
- Alulim de Eridu(g): 8 sars (28800 ani)
- Alalgar de Eridug: 10 sars (36000 ani)
- En-Men-Lu-Ana de Bad-Tibira: 12 sars (43200 ani)
- En-Men-Ana 1, 2
- En-Men-Gal-Ana de Bad-Tibira: 8 sars (28800 ani)
- Dumuzi de Bad-Tibira, the shepherd: 10 sars (36000 ani)
- En-Sipad-Zid-Ana de Larag: 8 sars (28800 ani)
- En-Men-Dur-Ana de Zimbir: 5 sars and 5 ners (21000 ani)
- Ubara-Tutu de Shuruppag: 5 sars și 1 ner (18600 ani)
- Zin-Suddu 1

## Regii care au domnit după potop

### Prima dinastieKish
- Jushur de Kish: 1200 ani
- Kullassina-bel de Kish: 960 ani
- Nangishlishma de Kish: 670 ani
- En-Tarah-Ana de Kish: 420 ani
- Babum de Kish: 300 ani
- Puannum de Kish: 840 ani
- Kalibum de Kish: 960 ani
- Kalumum de Kish: 840 ani
- Zuqaqip de Kish: 900 ani
- Atab de Kish: 600 ani
- Mashda de Kish: 840 ani
- Arwium de Kish: 720 ani
- Etana de Kish, păstorul, care s-a ridicat la ceruri și a unit toate țările străine: 1500 ani
- Balih de Kish: 400 ani
- En-Me-Nuna de Kish: 660 ani
- Melem-Kish de Kish: 900 ani
- Barsal-Nuna de Kish: 1200 ani
- Zamug de Kish: 140 ani
- Tizqar de Kish: 305 ani
- Ilku de Kish: 900 ani
- Iltasadum de Kish: 1200 ani
- En-Men-Barage-Si de Kish,care a cucerit Elam: 900 ani (acesta este primul conducător din listă care este confirmat din surse epigrafice independente)
- Aga de Kish: 625 ani

### Prima dinastieUruk
- Mesh-ki-ang-gasher de E-ana, fiul lui Utu: 324 ani.

Mesh-ki-ang-gasher a intrat în mare și a dispărut.
- Enmerkar, care a construit Unug: 420 ani
- Lugalbanda de Unug, păstorul: 1200 ani
- Dumuzid de Unug, pescarul: 100 ani. A capturat En-Me-Barage-Si de Kish.
- Ghilgameș, al cărui tată a fost o "fantomă", lord de Kulaba: 126 ani.
- Ur-Nungal de Unug: 30 ani
- Udul-Kalama de Unug: 15 ani
- La-Ba'shum de Unug: 9 ani
- En-Nun-Tarah-Ana de Unug: 8 ani
- Mesh-He de Unug: 36 ani
- Melem-Ana de Unug: 6 ani
- Lugal-Kitun de Unug: 36 ani

### Prima dinastieUr
app. secolul XXV, î.C.
- Mesh-Ane-Pada de Urim: 80 ani
- Mesh-Ki-Ang-Nanna de Urim: 36 ani
- Elulu de Urim: 25 ani
- Balulu de Urim: 36 ani

### Dinastia Awan
- trei regi Awan, care au condus 356 de ani.

### A doua dinastie deKish
- Susuda de Kish: 201 ani
- Dadasig de Kish: 81 ani
- Mamagal de Kish, the boatman: 360 ani
- Kalbum de Kish: 195 ani
- Tuge de Kish: 360 ani
- Men-Nuna de Kish: 180 ani
- ? de Kish: 290 ani
- Lugalngu de Kish: 360 ani

### Hamazi
- Hadanish de Hamazi: 360 ani

Apoi Hamazi a fost înfrânt și tronul a fost luat de Uruk(Unug).

### A doua dinastie deUruk
- En-Shakansha-Ana de Unug: 60 ani
- Lugal-Ure (or Lugal-Kinishe-Dudu) de Unug: 120 ani
- Argandea de Unug: 7 ani

Apoi Unug a fost înfrânt și tronul a fost luat de Urim.

### A doua dinastie deUr
- Nani de Urim: 120 ani
- Mesh-Ki-Ang-Nanna de Urim: 48 ani
- ? de Urim: 2 ani

Apoi Urim a fost învins și Adab a preluat conducerea.

### Adab
- Lugal-Anne-Mundu de Adab: 90 ani

Dar și Adab a fost învins, iar puterea a fost preluată de Mari.

### Mari
- Anbu de Mari: 30 ani
- Anba de Mari: 17 ani
- Bazi de Mari: 30 ani
- Zizi de Mari: 20 ani
- Limer de Mari, the gudu priest: 30 ani
- Sharrum-Iter de Mari: 9 ani

 Mari a fost înfrânt și tronul a fost preluat de Kish.

### A treia dinastie deKish
- Kug-Baba de Kish, femeie ce deținea o tavernă, care a făcut fermă fundația dinastiei de Kish: 100 ani

(singura femeie in lista de regi)
Apoi Kish a fost înfrânt și tronul a fost preluat de Akshak.

### Akshak
- Unzi de Akshak: 30 ani
- Undalulu de Akshak: 6 ani
- Urur de Akshak: 6 ani
- Puzur-Nirah de Akshak: 20 ani
- Ishu-Il de Akshak: 24 ani
- Shu-Sin de Akshak: 7 ani

 Akshak a fost înfrânt și tronul a fost preluat de Kish.

### A patra dinastie deKish
- Puzur-Sin de Kish: 25 ani
- Ur-Zababa de Kish: 400 (6?) ani
- Zimudar de Kish: 30 ani
- Ussi-Watar de Kish: 7 ani
- Eshtar-Muti de Kish: 11 ani
- Ishme-Shamash de Kish: 11 ani
- Shu-Ilishu de Kish: 15 ani
- Nanniya de Kish, the jeweller: 7 ani.

Apoi Kish a fost înfrânt și tronul a fost preluat de Unug.

### A treia dinastie deUruk
- Lugal-Zage-Si de Unug: 25 ani

(2259 BC–2235 BC short chronology) a învins Lagash.

### Akkad
- Sargon, al cărui tată a fost un grădinar, paharnic al lui Ur-Zababa, regele(primul împărat) de Agade, care a construit  Agade: 40 ani

(ca. 2235 BC short chronology)
- Rimush, fiul mai mic al lui Sargon: 9 ani
- Man-Ishtishu, fiul mai mare al lui Sargon: 15 ani
- Naram-Sin, fiul lui Man-Ishtishu: 56 ani
- Shar-Kali-Sharri, fiul lui Naram-Sin: 25 ani

Apoi cine a fost rege? Cine a fost rege?
- Irgigi, Imi, Nanum, Ilulu: patru dintre ei au condus timp de doar trei ani
- Dudu: 21 ani
- Shu-Durul, fiu al lui Dudu: 15 ani

Apoi Agade a fost înfrânt, puterea revenindu-i lui Unug.

#### A patra dinastie deUruk
(Posibil conducători ai Mesopotamiei de Jos contemporani cu dinastia de Akkad)
- Ur-Ningin de Unug: 7 ani
- Ur-Gigir de Unug: 6 ani
- Kuda de Unug: 6 ani
- Puzur-Ili de Unug: 5 ani
- Ur-Utu (or Lugal-Melem) de Unug: 25 ani

Unug a fost înfrânt și tronul a fost preluat de armata Gutium.

### Perioada gutiană
În armata Gutium, la început niciun rege nu a fost faimos; erau proprii regi și au condus timp de trei ani
- Inkishush de Gutium: 6 ani
- Zarlagab de Gutium: 6 ani
- Shulme (or Yarlagash) de Gutium: 6 ani
- Silulumesh (or Silulu) de Gutium: 6 ani
- Inimabakesh (or Duga) de Gutium: 5 ani
- Igeshaush (or Ilu-An) de Gutium: 6 ani
- Yarlagab de Gutium: 3 ani
- Ibate de Gutium: 3 ani
- Yarla de Gutium: 3 ani
- Kurum de Gutium: 1 year
- Apil-Kin de Gutium: 3 ani
- La-Erabum de Gutium: 2 ani
- Irarum de Gutium: 2 ani
- Ibranum de Gutium: 1 year
- Hablum de Gutium: 2 ani
- Puzur-Sin de Gutium: 7 ani
- Yarlaganda de Gutium: 7 ani
- ? de Gutium: 7 ani
- Tiriga de Gutium: 40 de zile

#### Uruk
- Utu-hegal de Unug: date de conflict (427 ani / 26 ani / 7 ani)

reușește să îi izgonească pe gutieni (Gutians)

### A treia dinastie de Ur
"Renașterea Sumeriană"
- Ur-Nammu de Urim: 18 ani

a condus între 2065 BC–2047 BC scurtă cronologie.
- Shulgi: 46 ani

a condus între 2047 BC–1999 BC scurtă cronologie.
- Amar-Sina de Urim: 9 ani
- Shu-Sin de Urim: 9 ani
- Ibbi-Sin de Urim: 24 ani

#### DinastiaIsin
- Ishbi-Erra de Isin: 33 ani
- Shu-ilishu de Isin: 20 ani
- Iddin-Dagan de Isin: 20 ani
- Ishme-Dagan de Isin: 20 ani
- Lipit-Eshtar de Isin 11 ani
- Ur-Ninurta de Isin (fiu al lui Ishkur,"să aibă el ani de abundență, o domnie bună și o viață dulce"): 28 ani
- Bur-Sin de Isin: 5 ani
- Lipit-Enlil de Isin: 5 ani
- Erra-Imitti de Isin: 8 ani
- Enlil-Bani de Isin: 24 ani (grădinarul regelui, pentru a celebra noul an a fost numit" rege pentru o zi" apoi sacrificat,regele a murit în timpul celebrării. Enlil-Bani a rămas la tron.)
- Zambiya de Isin: 3 ani
- Iter-Pisha de Isin: 4 ani
- Ur-Dul-Kuga de Isin: 4 ani
- Suen-magir de Isin: 11 ani
- Damiq-ilicu de Isin: 23 ani

## Vezi și
- Sumer

## Legături externe
- Lista Regilor Sumerieni, tăblițele antice care vorbesc despre Potop și Regi-zei care domneau extrem de mult
- Cronologia epocii lipsă
- Ce rol avea regele în Sumer? Arhivat în 24 septembrie 2015, la Wayback Machine.